# Uniwersytet Techniczny w Brunszwiku
Technische Universität Carolo-Wilhelmina zu Braunschweig (pol. Uniwersytet Techniczny Carlo Wilhelmina w Brunszwiku) – publiczna uczelnia techniczna w Brunszwiku, założona w 1745 pod nazwą Collegium Carolinum.
Należy do związku niemieckich uniwersytetów technicznych TU9.

## Wydziały i obszary kształcenia
Na Uniwersytecie znajduje się sześć wydziałów.
- Wydział im. Karola Gaussa
  - Matematyka
  - Informatyka
  - Ekonomia
  - Nauki społeczne

- Wydział Nauk Biologicznych
  - Biologia
  - Chemia
  - Farmacja
  - Psychologia

- Wydział Architektury, Budownictwa i Nauk o Środowisku
  - Architektura
  - Budownictwo i Nauki o Środowisku

- Wydział Mechaniczny
  - Budowa maszyn

- Wydział Elektrotechniki, Technik Informacyjnych i Fizyki
  - Elektrotechnika
  - Fizyka

- Wydział Geisteswissenschaften i Pedagogiki
  - Geisteswissenschaften i Pedagogika